# Antoine Corbin
Antoine Corbin, né le 9 août 1835 à Nancy, et mort le 27 janvier 1901 également à Nancy, est un homme d'affaires français et fondateur des Magasins réunis. 

## Biographie
Il se marie le 11 février 1863 avec Adèle Guilbert. Ils ont quatre enfants : Léonie, Louis, Eleonore et Eugène. 
En 1889, il achète le château de Liverdun, qui deviendra le château Corbin, et le domaine de la Garenne. 

### Le fondateur des Magasins réunis
En 1867, Corbin crée à Nancy le Bazar Saint-Nicolas, à l'entrée de la rue Saint-Dizier, avec comme devise « Vendre beaucoup pour vendre bon marché, vendre bon marché pour vendre beaucoup ». En effet, un bazar est un lieu où est proposé un choix étendu de produits divers, ce qui était nouveau à Nancy, où le commerce de détail était encore très spécialisé. Antoine Corbin met en place des techniques déjà connues à Paris : une entrée libre, des prix fixes et marqués, un vaste choix. 
Ayant besoin de plus d'espace, Antoine Corbin achète en 1883 des bâtiments à l'angle de l'actuelle avenue Foch et de la rue Mazagran, face à la gare de Nancy. Le Bazar est définitivement transféré en 1885 et prendra le nom de Magasins réunis en 1890. Le quartier devient rapidement très fréquenté et les Magasins réunis populaires. 
Ambitieux, Corbin crée dès 1885 des succursales en Meuse, Vosges et Ardennes. En 1894, il regroupe ces différentes succursales ainsi que des sociétés amies dans une centrale d'achats à Paris. 
La même année, l'architecte Lucien Weissenburger réalise une halle vitrée, une marquise, permettant de lier les différents bâtiments acquis. Une certaine sensibilité artistique était présente, et sera largement développée par son fils cadet, Eugène Corbin, qui reprendra l'affaire familiale à la mort de son père en 1901.